# Портофино (Ђенова)
Портофино (итал. Portofino) је насеље у Италији у округу Ђенова, региону Лигурија.
Према процени из 2011. у насељу је живело 406 становника. Насеље се налази на надморској висини од 11 м.

## Становништво
Према резултатима пописа становништва 2011. у општини је живело 453 становника.
| 1936. | 1951. | 1961. | 1971. | 1981. | 1991. | 2001. | 2011. |
| ----- | ----- | ----- | ----- | ----- | ----- | ----- | ----- |
| 1.030 | 1.053 | 1.011 | 896   | 743   | 608   | 28    | 453   |

## Партнерски градови
- Палма
- Kinsale
- Lierna